# 3751 Kiang
3751 Kiang (1983 NK) là một tiểu hành tinh vành đai chính được phát hiện ngày 10 tháng 7 năm 1983 bởi E. Bowell ở Flagstaff (AM).